# Tubaína (banda)
Tubaína (ex-Tubaína do Demônio) é um grupo musical paulistano criado em 1992, com a proposta de aliar rock ao humor.
O grupo faz uma bem humorada mistura de estilos, onde o que vale são as letras, caracterizadas pelo humor inteligente, sem apelações nem baixarias.
Suas principais influências são a chamada "Vanguarda Paulista" dos anos 80: Premê, Língua de Trapo e Joelho de Porco. Além de Ultraje a Rigor e músicos estrangeiros, como Weird Al Yankovic e Tom Lehrer.
As canções da banda Tubaína ficaram conhecidas pela citação frequente de cidades do interior, o que leva o grupo a fazer shows para mais de 1000 pessoas em cidades como Birigui, Votuporanga, Pereira Barreto, entre outras.
Recentemente, o grupo passou a incluir em seus shows toda uma sequência de canções homenageando o bairro da Mooca, em São Paulo. Referências a Adoniran Barbosa e Demônios da Garoa também se tornaram frequentes desde 2005.

## Legado musical
Mesmo sem gravadora e optando pelo "underground", a banda acabou influenciando vários outros grupos, incluindo os Mamonas Assassinas, que assistiram a shows do Tubaína em 1994, antes de se lançarem ao sucesso.
Também influenciou artistas de outras áreas, como Bonfá e Bianchi, do programa Rockgol de Domingo, da MTV Brasil.
A banda já foi alvo de reportagens em diversas revistas, jornais e sites, tendo músicas executadas recentemente pela rádio paulistana Kiss FM, no programa BR-102.

## Prêmios e shows importantes
Em setembro de 2001, o grupo ganhou um prêmio especial dos jurados no União Rock Fest - festival de música da União Cultural Brasil-Estados Unidos, que contou com 135 bandas inscritas.
Em dezembro de 2001, a banda foi convidada a se apresentar antes do jogo final da Copa Coca-Cola de Futebol - evento oficial da Federação Paulista de Futebol.
Em maio de 2002, o grupo foi convidado a abrir o show do roqueiro Supla, em evento promovido pela Rádio 89FM, de São Paulo.
Em 2003, abriu os show das bandas Língua de Trapo e Velhas Virgens.
Em 2005, a banda recebeu uma homenagem oficial da Câmara Municipal de Birigui, pelo seu trabalho de divulgação da cidade nos últimos 13 anos. O grupo também foi convidado para abrir o show de 25 anos do grupo musical Língua de Trapo - uma das maiores expressões do humor na música brasileira das últimas décadas.
Também tocou ao lado de bandas como Supla, Matanza e Velhas Virgens.

## Onde a banda se apresenta
O grupo foi atração fixa no Dinossauros Bar, em Pinheiros, onde tocou por oito anos. Os shows performáticos (com teatralização das músicas) incluem encenações e personagens. Atualmente, o grupo faz shows esporádicos na noite paulistana. Uma curiosidade é o hábito de distribuir pipoca doce nos shows. O grupo chegou até a ser patrocinado por uma fábrica.

## Menções recorrentes
As palavras que são usadas constantemente nas músicas são:
- Birigüi - cidade que inspirou a banda
- Biribol - esporte criado em Birigüi
- Tubaína - refrigerante produzido no interior de São Paulo, onde se encontra Birigüi.
- Mooca - bairro paulistano que, segundo as composições mais recentes da banda, é o único lugar do mundo capaz de rivalizar com Birigüi

## Discografia

### Álbuns de estúdio
- 1997 - Segue em frente toda vida... mas pare em Birigui!
- 2000 - Polka Vergonha
- 2006 - "Eu fiz MBA!"

### Ao vivo
- 2002 - Tubaína ao vivo: 10 anos sem perder o gás

## Integrantes
A banda é formada por:
- Paulo Mancha - guitarra e voz.
- Jason Comuna - guitarra e voz.
- Américo Cebola - baixo.
- Galvão Chucruts - teclado.
- Luiz Imprevisto - bateria.